# Australian Open de 2021 - Dia a dia
Estes foram os jogos realizados nas quadras mais importantes a partir do primeiro dia das chaves principais.
Células em lavanda indicam sessão noturna.

## Dia 1 (8 de fevereiro)
- Cabeças de chave eliminados:
  - Simples masculino:  Gaël Monfils [10],  Benoît Paire [25]
  - Simples feminino:  Angelique Kerber [23],  Alison Riske [24],  Wang Qiang [30]

Ordem dos jogos:
| Rod Laver Arena             | Rod Laver Arena          | Rod Laver Arena              | Rod Laver Arena         |
| Evento                      | Vencedor(a)/(es/as)      | Derrotado(a)/(os/as)         | Resultado               |
| --------------------------- | ------------------------ | ---------------------------- | ----------------------- |
| Simples feminino – 1ª fase  | Naomi Osaka [3]          | Anastasia Pavlyuchenkova     | 6–1, 6–2                |
| Simples feminino – 1ª fase  | Serena Williams [10]     | Laura Siegemund              | 6–1, 6–1                |
| Simples masculino – 1ª fase | Dominic Thiem [3]        | Mikhail Kukushkin            | 7–62, 6–2, 6–3          |
| Simples feminino – 1ª fase  | Simona Halep [2]         | Lizette Cabrera [WC]         | 6–2, 6–1                |
| Simples masculino – 1ª fase | Novak Djokovic [1]       | Jérémy Chardy                | 6–3, 6–1, 6–2           |
| Margaret Court Arena        |                          |                              |                         |
| Evento                      | Vencedor(a)/(es/as)      | Derrotado(a)/(os/as)         | Resultado               |
| Simples feminino – 1ª fase  | Venus Williams           | Kirsten Flipkens             | 7–5, 6–2                |
| Simples feminino – 1ª fase  | Bernarda Pera            | Angelique Kerber [23]        | 6–0, 6–4                |
| Simples masculino – 1ª fase | Alexander Zverev [6]     | Marcos Giron                 | 86–7, 7–65, 6–3, 6–2    |
| Simples feminino – 1ª fase  | Petra Kvitová [9]        | Greet Minnen [Q]             | 6–3, 6–4                |
| Simples masculino – 1ª fase | Denis Shapovalov [11]    | Jannik Sinner                | 3–6, 6–3, 6–2, 4–6, 6–4 |
| John Cain Arena             |                          |                              |                         |
| Evento                      | Vencedor(a)/(es/as)      | Derrotado(a)/(os/as)         | Resultado               |
| Simples masculino – 1ª fase | Stan Wawrinka [17]       | Pedro Sousa                  | 6–3, 6–2, 6–4           |
| Simples feminino – 1ª fase  | Ajla Tomljanović         | Misaki Doi                   | 6–1, 6–2                |
| Simples feminino – 1ª fase  | Bianca Andreescu [8]     | Mihaela Buzărnescu [LL]      | 6–2, 4–6, 6–3           |
| Simples masculino – 1ª fase | Nick Kyrgios             | Frederico Ferreira Silva [Q] | 6–4, 6–4, 6–4           |
| 1573 Arena                  |                          |                              |                         |
| Evento                      | Vencedor(a)/(es/as)      | Derrotado(a)/(os/as)         | Resultado               |
| Simples masculino – 1ª fase | Milos Raonic [14]        | Federico Coria               | 6–3, 6–3, 6–2           |
| Simples feminino – 1ª fase  | Iga Świątek [15]         | Arantxa Rus                  | 6–1, 6–3                |
| Simples feminino – 1ª fase  | Ons Jabeur [27]          | Andrea Petkovic              | 6–3, 3–6, 6–4           |
| Simples masculino – 1ª fase | Pablo Carreño Busta [15] | Kei Nishikori                | 7–5, 7–64, 6–2          |

## Dia 2 (9 de fevereiro)
- Cabeças de chave eliminados:
  - Simples masculino:  Roberto Bautista Agut [12],  David Goffin [13],  Hubert Hurkacz [26],  Daniel Evans [30]
  - Simples feminino:  Victoria Azarenka [12],  Johanna Konta [13],  Petra Martić [16],  Maria Sakkari [20],  Zhang Shuai [31]

Ordem dos jogos:
| Rod Laver Arena             | Rod Laver Arena        | Rod Laver Arena            | Rod Laver Arena      |
| Evento                      | Vencedor(a)/(es/as)    | Derrotado(a)/(os/as)       | Resultado            |
| --------------------------- | ---------------------- | -------------------------- | -------------------- |
| Simples feminino – 1ª fase  | Sofia Kenin [4]        | Maddison Inglis [WC]       | 7–5, 6–4             |
| Simples feminino – 1ª fase  | Elina Svitolina [5]    | Marie Bouzková             | 6–3, 7–65            |
| Simples masculino – 1ª fase | Rafael Nadal [2]       | Laslo Djere                | 6–3, 6–4, 6–1        |
| Simples feminino – 1ª fase  | Ashleigh Barty [1]     | Danka Kovinić              | 6–0, 6–0             |
| Simples masculino – 1ª fase | Stefanos Tsitsipas [5] | Gilles Simon               | 6–1, 6–2, 6–1        |
| Margaret Court Arena        |                        |                            |                      |
| Evento                      | Vencedor(a)/(es/as)    | Derrotado(a)/(os/as)       | Resultado            |
| Simples feminino – 1ª fase  | Garbiñe Muguruza [14]  | Margarita Gasparyan [LL]   | 6–4, 6–0             |
| Simples feminino – 1ª fase  | Jessica Pegula         | Victoria Azarenka [12]     | 7–5, 6–4             |
| Simples masculino – 1ª fase | Daniil Medvedev [4]    | Vasek Pospisil             | 6–2, 6–2, 6–4        |
| Simples masculino – 1ª fase | Matteo Berrettini [9]  | Kevin Anderson             | 7–69, 7–5, 6–3       |
| Simples feminino – 1ª fase  | Daria Gavrilova [WC]   | Sara Sorribes Tormo        | 6–1, 7–5             |
| John Cain Arena             |                        |                            |                      |
| Evento                      | Vencedor(a)/(es/as)    | Derrotado(a)/(os/as)       | Resultado            |
| Simples masculino – 1ª fase | Andrey Rublev [7]      | Yannick Hanfmann           | 6–3, 6–3, 6–4        |
| Simples feminino – 1ª fase  | Coco Gauff             | Jil Teichmann              | 6–3, 6–2             |
| Simples masculino – 1ª fase | Alex de Minaur [21]    | Tennys Sandgren            | 7–5, 6–1, 6–1        |
| Simples feminino – 1ª fase  | Samantha Stosur [WC]   | Destanee Aiava [WC]        | 6–4, 6–4             |
| 1573 Arena                  |                        |                            |                      |
| Evento                      | Vencedor(a)/(es/as)    | Derrotado(a)/(os/as)       | Resultado            |
| Simples feminino – 1ª fase  | Belinda Bencic [11]    | Lauren Davis               | 6–3, 4–6, 6–1        |
| Simples masculino – 1ª fase | Radu Albot             | Roberto Bautista Agut [12] | 16–7, 6–0, 6–4, 7–65 |
| Simples feminino – 1ª fase  | Karolína Plíšková [6]  | Jasmine Paolini            | 6–0, 6–2             |
| Simples masculino – 1ª fase | Casper Ruud [24]       | Jordan Thompson            | 6–3, 6–3, 2–1, ab.   |

## Dia 3 (10 de fevereiro)
- Cabeças de chave eliminados:
  - Simples masculino:  Stan Wawrinka [17],  Ugo Humbert [29]
  - Simples feminino:  Bianca Andreescu [8],  Petra Kvitová [9],  Elena Rybakina [17]
  - Duplas masculinas:  Henri Kontinen /  Édouard Roger-Vasselin [11]
  - Duplas femininas:  Duan Yingying /  Zheng Saisai [8],  Samantha Stosur /  Zhang Shuai [10]

Ordem dos jogos:
| Rod Laver Arena             | Rod Laver Arena          | Rod Laver Arena        | Rod Laver Arena            |
| Evento                      | Vencedor(a)/(es/as)      | Derrotado(a)/(os/as)   | Resultado                  |
| --------------------------- | ------------------------ | ---------------------- | -------------------------- |
| Simples feminino – 2ª fase  | Hsieh Su-wei             | Bianca Andreescu [8]   | 6–3, 6–2                   |
| Simples feminino – 2ª fase  | Serena Williams [10]     | Nina Stojanović        | 6–3, 6–0                   |
| Simples masculino – 2ª fase | Novak Djokovic [1]       | Frances Tiafoe         | 6–3, 26–7, 7–62, 6–3       |
| Simples feminino – 2ª fase  | Naomi Osaka [3]          | Caroline Garcia        | 6–2, 6–3                   |
| Simples masculino – 2ª fase | Alexander Zverev [6]     | Maxime Cressy [Q]      | 7–5, 6–4, 6–3              |
| Margaret Court Arena        |                          |                        |                            |
| Evento                      | Vencedor(a)/(es/as)      | Derrotado(a)/(os/as)   | Resultado                  |
| Simples feminino – 2ª fase  | Aryna Sabalenka [7]      | Daria Kasatkina        | 7–65, 6–3                  |
| Simples feminino – 2ª fase  | Sorana Cîrstea           | Petra Kvitová [9]      | 6–4, 1–6, 6–1              |
| Simples masculino – 2ª fase | Dominic Thiem [3]        | Dominik Koepfer        | 6–4, 6–0, 6–2              |
| Simples feminino – 2ª fase  | Simona Halep [2]         | Ajla Tomljanović       | 4–6, 6–4, 7–5              |
| Simples masculino – 2ª fase | Grigor Dimitrov [18]     | Alex Bolt [WC]         | 7–61, 6–1, 6–2             |
| John Cain Arena             |                          |                        |                            |
| Evento                      | Vencedor(a)/(es/as)      | Derrotado(a)/(os/as)   | Resultado                  |
| Simples masculino – 2ª fase | Márton Fucsovics         | Stan Wawrinka [17]     | 7–5, 6–1, 4–6, 2–6, 7–69   |
| Simples feminino – 2ª fase  | Sara Errani [Q]          | Venus Williams         | 6–1, 6–0                   |
| Simples feminino – 2ª fase  | Iga Świątek [15]         | Camila Giorgi          | 6–2, 6–4                   |
| Simples masculino – 2ª fase | Nick Kyrgios             | Ugo Humbert [29]       | 5–7, 6–4, 3–6, 7–62, 6–4   |
| 1573 Arena                  |                          |                        |                            |
| Evento                      | Vencedor(a)/(es/as)      | Derrotado(a)/(os/as)   | Resultado                  |
| Simples feminino – 2ª fase  | Markéta Vondroušová [19] | Rebecca Marino [Q]     | 6–1, 7–5                   |
| Simples masculino – 2ª fase | Diego Schwartzman [8]    | Alexandre Müller [LL]  | 6–2, 6–0, 6–3              |
| Simples feminino – 2ª fase  | Garbiñe Muguruza [14]    | Liudmila Samsonova [Q] | 6–3, 6–1                   |
| Simples masculino – 2ª fase | Taylor Fritz [27]        | Reilly Opelka          | 4–6, 7–66, 46–7, 7–65, 6–2 |

## Dia 4 (11 de fevereiro)
- Cabeças de chave eliminados:
  - Simples masculino:  Borna Ćorić [22],  Lorenzo Sonego [31]
  - Simples feminino:  Sofia Kenin [4]
  - Duplas masculinas:  Marcel Granollers /  Horacio Zeballos [3],  Jérémy Chardy /  Fabrice Martin [12],  Oliver Marach /  Robin Haase [13],  Sander Gillé /  Joran Vliegen [14]
  - Duplas femininas:  Chan Hao-ching /  Latisha Chan [5],  Veronika Kudermetova /  Anna Blinkova [15]

Ordem dos jogos:
| Rod Laver Arena             | Rod Laver Arena        | Rod Laver Arena         | Rod Laver Arena           |
| Evento                      | Vencedor(a)/(es/as)    | Derrotado(a)/(os/as)    | Resultado                 |
| --------------------------- | ---------------------- | ----------------------- | ------------------------- |
| Simples feminino – 2ª fase  | Karolína Plíšková [6]  | Danielle Collins        | 7–5, 6–2                  |
| Simples feminino – 2ª fase  | Ashleigh Barty [1]     | Daria Gavrilova [WC]    | 6–1, 7–67                 |
| Simples masculino – 2ª fase | Stefanos Tsitsipas [5] | Thanasi Kokkinakis [WC] | 56–7, 6–4, 6–1, 56–7, 6–4 |
| Simples feminino – 2ª fase  | Elina Svitolina [5]    | Coco Gauff              | 6–4, 6–3                  |
| Simples masculino – 2ª fase | Rafael Nadal [2]       | Michael Mmoh [Q]        | 6–1, 6–4, 6–2             |
| Margaret Court Arena        |                        |                         |                           |
| Evento                      | Vencedor(a)/(es/as)    | Derrotado(a)/(os/as)    | Resultado                 |
| Simples feminino – 2ª fase  | Belinda Bencic [11]    | Svetlana Kuznetsova     | 7–5, 2–6, 6–4             |
| Simples feminino – 2ª fase  | Kaia Kanepi            | Sofia Kenin [4]         | 6–3, 6–2                  |
| Simples masculino – 2ª fase | Matteo Berrettini [9]  | Tomáš Macháč [Q]        | 6–3, 6–2, 4–6, 6–3        |
| Simples masculino – 2ª fase | Alex de Minaur [21]    | Pablo Cuevas            | 6–3, 6–3, 7–5             |
| Simples feminino – 2ª fase  | Jessica Pegula         | Samantha Stosur [WC]    | 6–0, 6–1                  |
| Simples masculino – 2ª fase | Cameron Norrie         | Roman Safiullin [Q]     | 3–6, 7–5, 6–3, 7–63       |
| John Cain Arena             |                        |                         |                           |
| Evento                      | Vencedor(a)/(es/as)    | Derrotado(a)/(os/as)    | Resultado                 |
| Simples masculino – 2ª fase | Andrey Rublev [7]      | Thiago Monteiro         | 6–4, 6–4, 7–68            |
| Simples feminino – 2ª fase  | Anett Kontaveit [21]   | Heather Watson          | 56–7, 6–4, 6–2            |
| Simples masculino – 2ª fase | Fabio Fognini [16]     | Salvatore Caruso        | 4–6, 6–2, 2–6, 6–3, 7–612 |
| Simples masculino – 2ª fase | Daniil Medvedev [4]    | Roberto Carballés Baena | 6–2, 7–5, 6–1             |
| 1573 Arena                  |                        |                         |                           |
| Evento                      | Vencedor(a)/(es/as)    | Derrotado(a)/(os/as)    | Resultado                 |
| Simples feminino – 2ª fase  | Elise Mertens [18]     | Zhu Lin                 | 7–68, 6–1                 |
| Simples masculino – 2ª fase | Karen Khachanov [19]   | Ričardas Berankis       | 6–2, 6–4, 6–4             |
| Simples feminino – 2ª fase  | Jennifer Brady [22]    | Madison Brengle         | 6–1, 6–2                  |
| Simples feminino – 2ª fase  | Kaja Juvan [Q]         | Mayar Sherif [Q]        | 3–6, 7–62, 6–3            |

## Dia 5 (12 de fevereiro)
- Cabeças de chave eliminados:
  - Simples masculino:  Diego Schwartzman [8],  Denis Shapovalov [11],  Pablo Carreño Busta [15],  Taylor Fritz [27],  Adrian Mannarino [32]
  - Simples feminino:  Ons Jabeur [27],  Veronika Kudermetova [32]
  - Duplas masculinas:  Max Purcell /  Luke Saville [15]
  - Duplas femininas:  Gabriela Dabrowski /  Bethanie Mattek-Sands [6]
  - Duplas mistas:  Chan Hao-ching /  Juan Sebastián Cabal [4],  Demi Schuurs /  Wesley Koolhof [5],  Latisha Chan /  Ivan Dodig [7]

Ordem dos jogos:
| Rod Laver Arena             | Rod Laver Arena                       | Rod Laver Arena                              | Rod Laver Arena          |
| Evento                      | Vencedor(a)/(es/as)                   | Derrotado(a)/(os/as)                         | Resultado                |
| --------------------------- | ------------------------------------- | -------------------------------------------- | ------------------------ |
| Simples feminino – 3ª fase  | Aryna Sabalenka [7]                   | Ann Li                                       | 6–3, 6–1                 |
| Simples feminino – 3ª fase  | Serena Williams [10]                  | Anastasia Potapova                           | 7–65, 6–2                |
| Simples masculino – 3ª fase | Alexander Zverev [6]                  | Adrian Mannarino [32]                        | 6–3, 6–3, 6–1            |
| Simples feminino – 3ª fase  | Simona Halep [2]                      | Veronika Kudermetova [32]                    | 6–1, 6–3                 |
| Simples masculino – 3ª fase | Novak Djokovic [1]                    | Taylor Fritz [27]                            | 7–60, 6–4, 3–6, 4–6, 6–2 |
| Margaret Court Arena        |                                       |                                              |                          |
| Evento                      | Vencedor(a)/(es/as)                   | Derrotado(a)/(os/as)                         | Resultado                |
| Simples feminino – 3ª fase  | Markéta Vondroušová [19]              | Sorana Cîrstea                               | 6–2, 6–4                 |
| Simples feminino – 3ª fase  | Garbiñe Muguruza [14]                 | Zarina Diyas                                 | 6–1, 6–1                 |
| Simples masculino – 3ª fase | Grigor Dimitrov [18]                  | Pablo Carreño Busta [15]                     | 6–0, 1–0, ab.            |
| Simples masculino – 3ª fase | Félix Auger-Aliassime [20]            | Denis Shapovalov [11]                        | 7–5, 7–5, 6–3            |
| Simples feminino – 3ª fase  | Iga Świątek [15]                      | Fiona Ferro                                  | 6–4, 6–3                 |
| John Cain Arena             |                                       |                                              |                          |
| Evento                      | Vencedor(a)/(es/as)                   | Derrotado(a)/(os/as)                         | Resultado                |
| Simples feminino – 3ª fase  | Hsieh Su-wei                          | Sara Errani [Q]                              | 6–4, 2–6, 7–5            |
| Simples feminino – 3ª fase  | Naomi Osaka [3]                       | Ons Jabeur [27]                              | 6–3, 6–2                 |
| Simples masculino – 3ª fase | Aslan Karatsev [Q]                    | Diego Schwartzman [8]                        | 6–3, 6–3, 6–3            |
| Simples masculino – 3ª fase | Dominic Thiem [3]                     | Nick Kyrgios                                 | 4–6, 4–6, 6–3, 6–4, 6–4  |
| 1573 Arena                  |                                       |                                              |                          |
| Evento                      | Vencedor(a)/(es/as)                   | Derrotado(a)/(os/as)                         | Resultado                |
| Duplas masculinas – 2ª fase | Jamie Murray [6] Bruno Soares [6]     | Laslo Djere Stefano Travaglia                | 6–1, 6–2                 |
| Duplas femininas – 2ª fase  | Leylah Annie Fernandez Heather Watson | Olivia Gadecki [WC] Belinda Woolcock [WC]    | 7–5, 6–2                 |
| Duplas masculinas – 1ª fase | Alexander Bublik Andrey Golubev       | Salvatore Caruso [Alt] Emil Ruusuvuori [Alt] | 7–66, 7–5                |
| Simples masculino – 3ª fase | Milos Raonic [14]                     | Márton Fucsovics                             | 7–62, 5–7, 6–2, 6–2      |

## Dia 6 (13 de fevereiro)
- Cabeças de chave eliminados:
  - Simples masculino:  Karen Khachanov [19],  Alex de Minaur [21],  Filip Krajinović [28]
  - Simples feminino:  Karolína Plíšková [6],  Belinda Bencic [11],  Anett Kontaveit [21],  Yulia Putintseva [26],  Ekaterina Alexandrova [29]
  - Duplas masculinas:  Juan Sebastián Cabal /  Robert Farah [1],  Ken Skupski /  Neal Skupski [16]
  - Duplas femininas:  Hsieh Su-wei /  Barbora Strýcová [1],  Kirsten Flipkens /  Andreja Klepač [14]

Ordem dos jogos:
| Rod Laver Arena             | Rod Laver Arena                    | Rod Laver Arena                 | Rod Laver Arena         |
| Evento                      | Vencedor(a)/(es/as)                | Derrotado(a)/(os/as)            | Resultado               |
| --------------------------- | ---------------------------------- | ------------------------------- | ----------------------- |
| Simples feminino – 3ª fase  | Karolína Muchová [25]              | Karolína Plíšková [6]           | 7–5, 7–5                |
| Simples masculino – 3ª fase | Daniil Medvedev [4]                | Filip Krajinović [28]           | 6–3, 6–3, 4–6, 3–6, 6–0 |
| Simples feminino – 3ª fase  | Elise Mertens [18]                 | Belinda Bencic [11]             | 6–2, 6–1                |
| Simples feminino – 3ª fase  | Shelby Rogers                      | Anett Kontaveit [21]            | 6–4, 6–3                |
| Simples masculino – 3ª fase | Rafael Nadal [2]                   | Cameron Norrie                  | 7–5, 6–2, 7–5           |
| Margaret Court Arena        |                                    |                                 |                         |
| Evento                      | Vencedor(a)/(es/as)                | Derrotado(a)/(os/as)            | Resultado               |
| Simples feminino – 3ª fase  | Elina Svitolina [5]                | Yulia Putintseva [26]           | 6–4, 6–0                |
| Simples feminino – 3ª fase  | Donna Vekić [28]                   | Kaia Kanepi                     | 5–7, 7–62, 6–4          |
| Simples masculino – 3ª fase | Andrey Rublev [7]                  | Feliciano López                 | 7–5, 6–2, 6–3           |
| Simples feminino – 3ª fase  | Ashleigh Barty [1]                 | Ekaterina Alexandrova [29]      | 6–2, 6–4                |
| Simples masculino – 3ª fase | Fabio Fognini [16]                 | Alex de Minaur [21]             | 6–4, 6–3, 6–4           |
| John Cain Arena             |                                    |                                 |                         |
| Evento                      | Vencedor(a)/(es/as)                | Derrotado(a)/(os/as)            | Resultado               |
| Simples feminino – 3ª fase  | Jessica Pegula                     | Kristina Mladenovic             | 6–2, 6–1                |
| Simples feminino – 3ª fase  | Jennifer Brady [22]                | Kaja Juvan [Q]                  | 6–1, 6–3                |
| Simples masculino – 3ª fase | Stefanos Tsitsipas [5]             | Mikael Ymer                     | 6–4, 6–1, 6–1           |
| Simples masculino – 3ª fase | Matteo Berrettini [9]              | Karen Khachanov [19]            | 7–61, 7–65, 7–65        |
| 1573 Arena                  |                                    |                                 |                         |
| Evento                      | Vencedor(a)/(es/as)                | Derrotado(a)/(os/as)            | Resultado               |
| Duplas femininas – 2ª fase  | Bernarda Pera Rosalie van der Hoek | Arantxa Rus Tamara Zidanšek     | 6–4, 6–4                |
| Simples masculino – 3ª fase | Casper Ruud [24]                   | Radu Albot                      | 6–1, 5–7, 6–4, 6–4      |
| Duplas masculinas – 2ª fase | Marcus Daniell Philipp Oswald      | Dominik Koepfer Tennys Sandgren | 7–64, 36–7, 6–2         |
| Duplas masculinas – 2ª fase | Marcelo Melo [7] Horia Tecău [7]   | Radu Albot Daniel Evans         | 6–1, 7–62               |

## Dia 7 (14 de fevereiro)
- Cabeças de chave eliminados:
  - Simples masculino:  Dominic Thiem [3],  Milos Raonic [14],  Félix Auger-Aliassime [20],  Dušan Lajović [23]
  - Simples feminino:  Aryna Sabalenka [7],  Garbiñe Muguruza [14],  Iga Świątek [15],  Markéta Vondroušová [19]
  - Duplas femininas:  Hayley Carter /  Luisa Stefani [12],  Laura Siegemund /  Vera Zvonareva [16]
  - Duplas mistas:  Barbora Strýcová /  Nikola Mektić [1]

Ordem dos jogos:
| Rod Laver Arena             | Rod Laver Arena                     | Rod Laver Arena                           | Rod Laver Arena         |
| Evento                      | Vencedor(a)/(es/as)                 | Derrotado(a)/(os/as)                      | Resultado               |
| --------------------------- | ----------------------------------- | ----------------------------------------- | ----------------------- |
| Simples feminino – 4ª fase  | Naomi Osaka [3]                     | Garbiñe Muguruza [14]                     | 4–6, 4, 7–5             |
| Simples feminino – 4ª fase  | Serena Williams [10]                | Aryna Sabalenka [7]                       | 6–2, 2–6, 6–4           |
| Simples masculino – 4ª fase | Grigor Dimitrov [18]                | Dominic Thiem [3]                         | 6–4, 6–4, 6–0           |
| Simples feminino – 4ª fase  | Simona Halep [2]                    | Iga Świątek [15]                          | 3–6, 6–1, 6–4           |
| Simples masculino – 4ª fase | Novak Djokovic [1]                  | Milos Raonic [14]                         | 7–64, 6, 6–1, 6–4       |
| Margaret Court Arena        |                                     |                                           |                         |
| Evento                      | Vencedor(a)/(es/as)                 | Derrotado(a)/(os/as)                      | Resultado               |
| Simples feminino – 4ª fase  | Hsieh Su-wei                        | Markéta Vondroušová [19]                  | 6–4, 6–2                |
| Simples masculino – 4ª fase | Aslan Karatsev [Q]                  | Félix Auger-Aliassime [20]                | 3–6, 1–6, 6–3, 6–3, 6–4 |
| Duplas masculinas – 2ª fase | Wesley Koolhof [4] Łukasz Kubot [4] | Nick Kyrgios [WC] Thanasi Kokkinakis [WC] | 6–3, 6–4                |
| Simples masculino – 4ª fase | Alexander Zverev [6]                | Dušan Lajović [23]                        | 6–4, 7–65, 6–3          |

## Dia 8 (15 de fevereiro)
- Cabeças de chave eliminados:
  - Simples masculino:  Matteo Berrettini [9],  Fabio Fognini [16],  Casper Ruud [24]
  - Simples feminino:  Elina Svitolina [5],  Elise Mertens [18],  Donna Vekić [28]
  - Duplas masculinas:  Wesley Koolhof /  Łukasz Kubot [4],  Marcelo Melo /  Horia Tecău [7],  John Peers /  Michael Venus [10]
  - Duplas femininas:  Alexa Guarachi /  Desirae Krawczyk [9],  Lyudmyla Kichenok /  Jeļena Ostapenko [13]
  - Duplas mistas:  Nicole Melichar /  Robert Farah [2]

Ordem dos jogos:
| Rod Laver Arena                              | Rod Laver Arena        | Rod Laver Arena         | Rod Laver Arena |
| Evento                                       | Vencedor(a)/(es/as)    | Derrotado(a)/(os/as)    | Resultado       |
| -------------------------------------------- | ---------------------- | ----------------------- | --------------- |
| Simples feminino – 4ª fase                   | Jessica Pegula         | Elina Svitolina [5]     | 6–4, 3–6, 6–3   |
| Simples feminino – 4ª fase                   | Jennifer Brady [22]    | Donna Vekić [28]        | 6–1, 7–5        |
| Simples masculino – 4ª fase                  | Rafael Nadal [2]       | Fabio Fognini [16]      | 6–3, 6–4, 6–2   |
| Simples feminino – 4ª fase                   | Ashleigh Barty [1]     | Shelby Rogers           | 6–3, 6–4        |
| Simples masculino – 4ª fase                  | Stefanos Tsitsipas [5] | Matteo Berrettini [9]   | w.o.            |
| Margaret Court Arena                         |                        |                         |                 |
| Evento                                       | Vencedor(a)/(es/as)    | Derrotado(a)/(os/as)    | Resultado       |
| Simples tetraplégico cadeirante – Semifinais | Dylan Alcott [1]       | Niels Vink              | 6–4, 6–3        |
| Simples masculino – 4ª fase                  | Daniil Medvedev [4]    | Mackenzie McDonald [PR] | 6–4, 6–2, 6–3   |
| Simples masculino – 4ª fase                  | Andrey Rublev [7]      | Casper Ruud [24]        | 6–2, 7–63, ab.  |
| Simples feminino – 4ª fase                   | Karolína Muchová [25]  | Elise Mertens [18]      | 7–65, 7–5       |

## Dia 9 (16 de fevereiro)
- Cabeças de chave eliminados:
  - Simples masculino:  Alexander Zverev [6],  Grigor Dimitrov [18]
  - Simples feminino:  Simona Halep [2]
  - Duplas masculinas:  Pierre-Hugues Herbert /  Nicolas Mahut [8]
  - Duplas femininas:  Shuko Aoyama /  Ena Shibahara [7]
  - Duplas mistas:  Luisa Stefani /  Bruno Soares [8]

Ordem dos jogos:
| Rod Laver Arena                          | Rod Laver Arena                         | Rod Laver Arena                             | Rod Laver Arena      |
| Evento                                   | Vencedor(a)/(es/as)                     | Derrotado(a)/(os/as)                        | Resultado            |
| ---------------------------------------- | --------------------------------------- | ------------------------------------------- | -------------------- |
| Simples feminino – Quartas de final      | Naomi Osaka [3]                         | Hsieh Su-wei                                | 6–2, 6–2             |
| Simples masculino – Quartas de final     | Aslan Karatsev [Q]                      | Grigor Dimitrov [18]                        | 2–6, 6–4, 6–1, 6–2   |
| Simples feminino – Quartas de final      | Serena Williams [10]                    | Simona Halep [2]                            | 6–3, 6–3             |
| Simples masculino – Quartas de final     | Novak Djokovic [1]                      | Alexander Zverev [6]                        | 66–7, 6–2, 6–4, 7–66 |
| Margaret Court Arena                     |                                         |                                             |                      |
| Evento                                   | Vencedor(a)/(es/as)                     | Derrotado(a)/(os/as)                        | Resultado            |
| Duplas tetraplégicas cadeirantes – Final | Dylan Alcott [1] Heath Davidson [1]     | Andy Lapthorne [2] David Wagner [2]         | 6–2, 3–6, [10–7]     |
| Duplas femininas – Quartas de final      | Nicole Melichar [4] Demi Schuurs [4]    | Coco Gauff Catherine McNally                | 7–64, 6–1            |
| Duplas mistas – 2ª fase                  | Desirae Krawczyk Joe Salisbury          | Vera Zvonareva Marcelo Melo                 | 6–4, 6–4             |
| Duplas masculinas – Quartas de final     | Nikola Mektić [2] Mate Pavić [2]        | Pierre-Hugues Herbert [8] Nicolas Mahut [8] | 6–4, 4–6, 7–6(10–3)  |
| Duplas mistas – 2ª fase                  | Samantha Stosur [WC] Matthew Ebden [WC] | Luisa Stefani [8] Bruno Soares [8]          | 6–3, 6–1             |

## Dia 10 (17 de fevereiro)
- Cabeças de chave eliminados:
  - Simples masculino:  Rafael Nadal [2],  Andrey Rublev [7]
  - Simples feminino:  Ashleigh Barty [1]
  - Duplas femininas:  Nicole Melichar /  Demi Schuurs [4]
  - Duplas mistas:  Gabriela Dabrowski /  Mate Pavić [3]

Ordem dos jogos:
| Rod Laver Arena                         | Rod Laver Arena                       | Rod Laver Arena                       | Rod Laver Arena          |
| Evento                                  | Vencedor(a)/(es/as)                   | Derrotado(a)/(os/as)                  | Resultado                |
| --------------------------------------- | ------------------------------------- | ------------------------------------- | ------------------------ |
| Simples feminino – Quartas de final     | Karolína Muchová [25]                 | Ashleigh Barty [1]                    | 1–6, 6–3, 6–2            |
| Simples feminino – Quartas de final     | Jennifer Brady [22]                   | Jessica Pegula                        | 4–6, 6–2, 6–1            |
| Simples masculino – Quartas de final    | Daniil Medvedev [4]                   | Andrey Rublev [7]                     | 7–5, 6–3, 6–2            |
| Simples masculino – Quartas de final    | Stefanos Tsitsipas [5]                | Rafael Nadal [2]                      | 3–6, 2–6, 7–64, 6–4, 7–5 |
| Margaret Court Arena                    |                                       |                                       |                          |
| Evento                                  | Vencedor(a)/(es/as)                   | Derrotado(a)/(os/as)                  | Resultado                |
| Duplas masculinas – Quartas de final    | Rajeev Ram [5] Joe Salisbury [5]      | Marcus Daniell Philipp Oswald         | 7–66, 6–2                |
| Duplas femininas – Semifinais           | Elise Mertens [2] Aryna Sabalenka [2] | Nicole Melichar [4] Demi Schuurs [4]  | 7–5, 6–4                 |
| Duplas masculinas – Quartas de final    | Jamie Murray [6] Bruno Soares [6]     | Marcelo Arévalo Matwé Middelkoop      | 6–3, 6–4                 |
| Duplas mistas – Quartas de final        | Storm Sanders [WC] Marc Polmans [WC]  | Arina Rodionova [WC] Max Purcell [WC] | 4–6, 7–5, [10–8]         |
| Simples tetraplégico cadeirante – Final | Dylan Alcott [1]                      | Sam Schröder                          | 6–1, 6–0                 |

## Dia 11 (18 de fevereiro)
- Cabeças de chave eliminados:
  - Simples feminino:  Serena Williams [10],  Karolína Muchová [25]
  - Duplas masculinas:  Nikola Mektić /  Mate Pavić [2]

Ordem dos jogos:
| Rod Laver Arena                  | Rod Laver Arena                         | Rod Laver Arena                        | Rod Laver Arena |
| Evento                           | Vencedor(a)/(es/as)                     | Derrotado(a)/(os/as)                   | Resultado       |
| -------------------------------- | --------------------------------------- | -------------------------------------- | --------------- |
| Duplas mistas – Quartas de final | Samantha Stosur [WC] Matthew Ebden [WC] | Hayley Carter [Alt] Sander Gillé [Alt] | 6–3, 6–2        |
| Simples feminino – Semifinais    | Naomi Osaka [3]                         | Serena Williams [10]                   | 6–3, 6–4        |
| Simples feminino – Semifinais    | Jennifer Brady [22]                     | Karolína Muchová [25]                  | 6–4, 3–6, 6–4   |
| Simples masculino – Semifinais   | Novak Djokovic [1]                      | Aslan Karatsev [Q]                     | 6–3, 6–4, 6–2   |
| Margaret Court Arena             |                                         |                                        |                 |
| Evento                           | Vencedor(a)/(es/as)                     | Derrotado(a)/(os/as)                   | Resultado       |
| Duplas mistas – Quartas de final | Desirae Krawczyk Joe Salisbury          | Andreja Klepač Neal Skupski            | 6–3, 6–4        |
| Duplas mistas – Semifinais       | Barbora Krejčíková [6] Rajeev Ram [6]   | Storm Sanders [WC] Marc Polmans [WC]   | 6–3, 6–3        |
| Duplas masculinas – Semifinais   | Ivan Dodig [9] Filip Polášek [9]        | Nikola Mektić [2] Mate Pavić [2]       | 4–6, 6–4, 6–3   |

## Dia 12 (19 de fevereiro)
- Cabeças de chave eliminados:
  - Simples masculino:  Stefanos Tsitsipas [5]
  - Duplas masculinas:  Jamie Murray /  Bruno Soares [6]
  - Duplas femininas:  Barbora Krejčíková /  Kateřina Siniaková [3]

Ordem dos jogos:
| Rod Laver Arena                | Rod Laver Arena                       | Rod Laver Arena                               | Rod Laver Arena |
| Evento                         | Vencedor(a)/(es/as)                   | Derrotado(a)/(os/as)                          | Resultado       |
| ------------------------------ | ------------------------------------- | --------------------------------------------- | --------------- |
| Duplas masculinas – Semifinais | Rajeev Ram [5] Joe Salisbury [5]      | Jamie Murray [6] Bruno Soares [6]             | 6–4, 7–62       |
| Duplas femininas – Final       | Elise Mertens [2] Aryna Sabalenka [2] | Barbora Krejčíková [3] Kateřina Siniaková [3] | 6–2, 6–3        |
| Simples masculino – Semifinais | Daniil Medvedev [4]                   | Stefanos Tsitsipas [5]                        | 6–4, 6–2, 7–5   |

## Dia 13 (20 de fevereiro)
- Cabeças de chave eliminados:
  - Simples feminino:  Jennifer Brady [22]

Ordem dos jogos:
| Rod Laver Arena          | Rod Laver Arena                       | Rod Laver Arena                         | Rod Laver Arena |
| Evento                   | Vencedor(a)/(es/as)                   | Derrotado(a)/(os/as)                    | Resultado       |
| ------------------------ | ------------------------------------- | --------------------------------------- | --------------- |
| Duplas femininas – Final | Naomi Osaka [3]                       | Jennifer Brady [22]                     | 6–4, 6–3        |
| Duplas mistas – Final    | Barbora Krejčíková [6] Rajeev Ram [6] | Samantha Stosur [WC] Matthew Ebden [WC] | 6–1, 6–4        |

## Dia 14 (21 de fevereiro)
- Cabeças de chave eliminados:
  - Simples masculino:  Daniil Medvedev [4]
  - Duplas masculinas:  Rajeev Ram /  Joe Salisbury [5]

Ordem dos jogos:
| Rod Laver Arena           | Rod Laver Arena                  | Rod Laver Arena                  | Rod Laver Arena |
| Evento                    | Vencedor(a)/(es/as)              | Derrotado(a)/(os/as)             | Resultado       |
| ------------------------- | -------------------------------- | -------------------------------- | --------------- |
| Duplas masculinas – Final | Ivan Dodig [9] Filip Polášek [9] | Rajeev Ram [5] Joe Salisbury [5] | 6–3, 6–4        |
| Simples masculino – Final | Novak Djokovic [1]               | Daniil Medvedev [4]              | 7–5, 6–2, 6–2   |